# Maro Joković

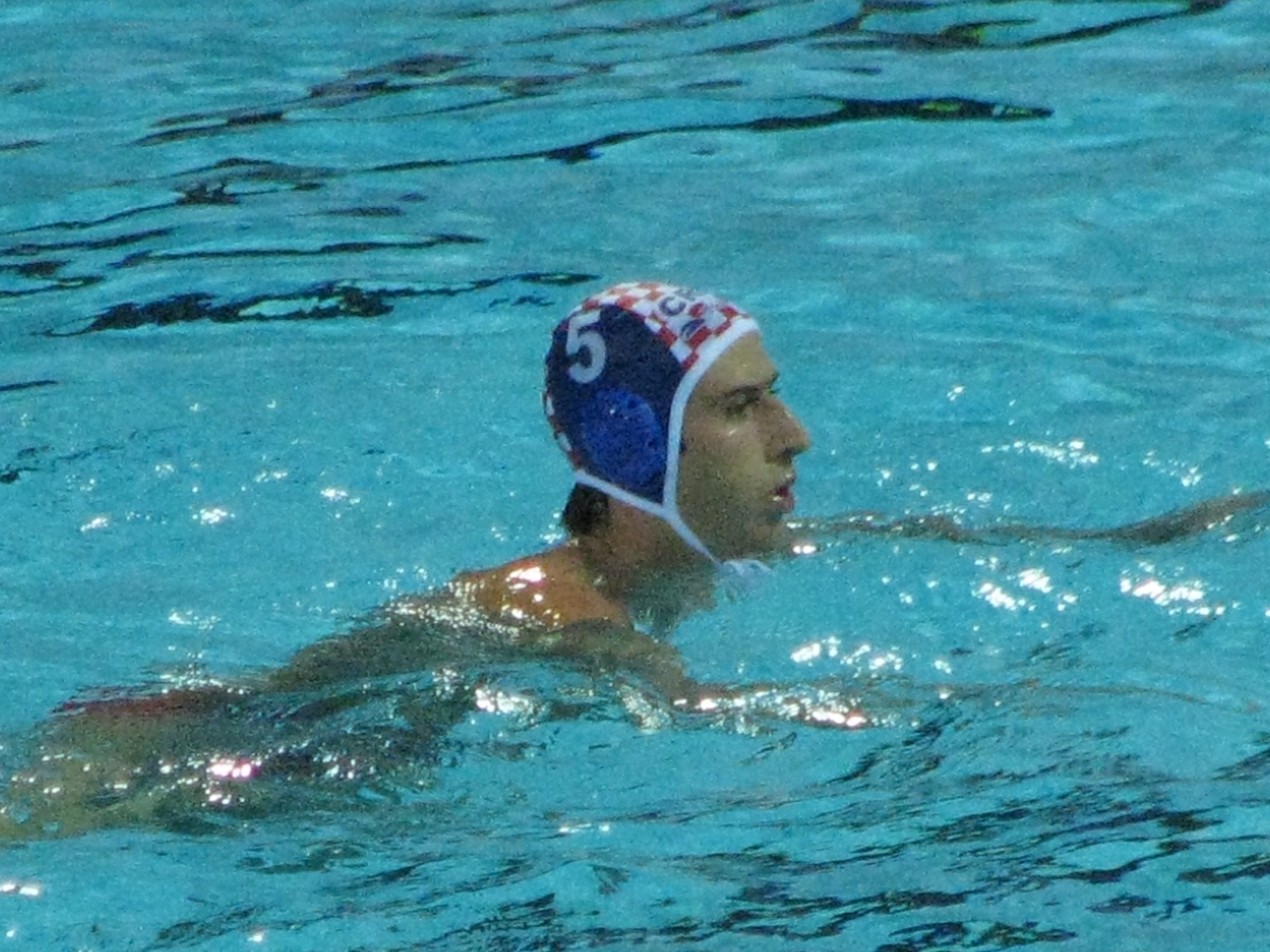
Maro Joković 2010

Maro Joković (* 1. Oktober 1987 in Dubrovnik) ist ein kroatischer Wasserballspieler.

## Sportliche Karriere
Er hat mit der Jugendnationalmannschaft die Europameisterschaft 2006 gewonnen und den Europäischen Supercup. Joković hat die Goldmedaille bei den Weltmeisterschaften 2007 in Melbourne und die Goldmedaille bei den Olympischen Spielen 2012 in London gewonnen. Bei den Olympischen Spielen 2008 belegte er mit den Kroaten den sechsten Platz. 2016 gewann er bei den Olympischen Spielen 2016 die Silbermedaille. Bei den Olympischen Spielen in Tokio unterlag die kroatische Mannschaft im Viertelfinale gegen die ungarische Mannschaft, gewann aber das Platzierungsspiel um den fünften Platz.
Auf Vereinsebene begann Joković bei Jug Dubrovnik, mit diesem Verein war er vielfacher kroatischer Meister. Dort spielte er bis 2019, mit einer Unterbrechung von 2013 bis 2015, als er bei Pro Recco aktiv war. 2019/2010 war er bei Olympiacos Piräus, 2020/2021 bei AN Brescia.

## Internationale Meisterschaften

### Olympische Spiele
- 2008: Sechster Platz
- 2012: GOLD
- 2016: SILBER
- 2020: Fünfter Platz
- 2024: SILBER

### Weltmeisterschaften
- 2007: GOLD
- 2011: BRONZE
- 2013: BRONZE
- 2015: SILBER
- 2017: GOLD
- 2019: BRONZE

### Europameisterschaften
- 2010: GOLD
- 2018: BRONZE
- 2020: 4. Platz

### Mittelmeerspiele
- 2013: GOLD